# Coeliccia nigrohamata
Coeliccia nigrohamata là loài chuồn chuồn trong họ Platycnemididae. Loài này được Laidlaw mô tả khoa học đầu tiên năm 1918.